# Yingtan
Yingtan (鹰潭 ; pinyin : Yīngtán) est une ville de l'est de la province du Jiangxi en Chine.

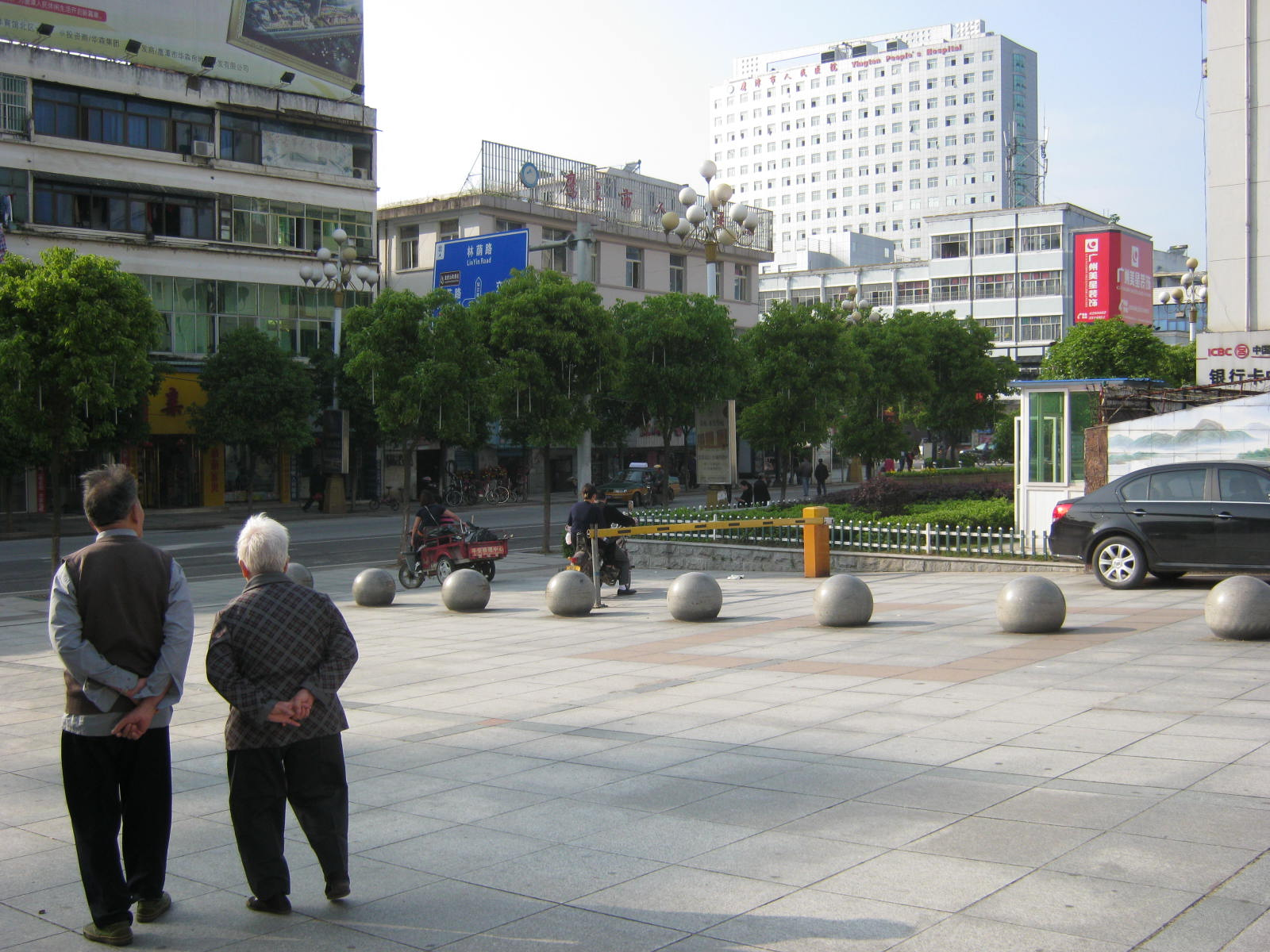
Centre ville

## Subdivisions administratives
La ville-préfecture de Yingtan exerce sa juridiction sur trois subdivisions - un district, une ville-district et un xian :
- le district de Yuehu - 月湖区 Yuèhú Qū ;
- la ville de Guixi - 贵溪市 Guìxī Shì ;
- le xian de Yujiang - 余江县 Yújiāng Xiàn.